# Bajo sin trastes

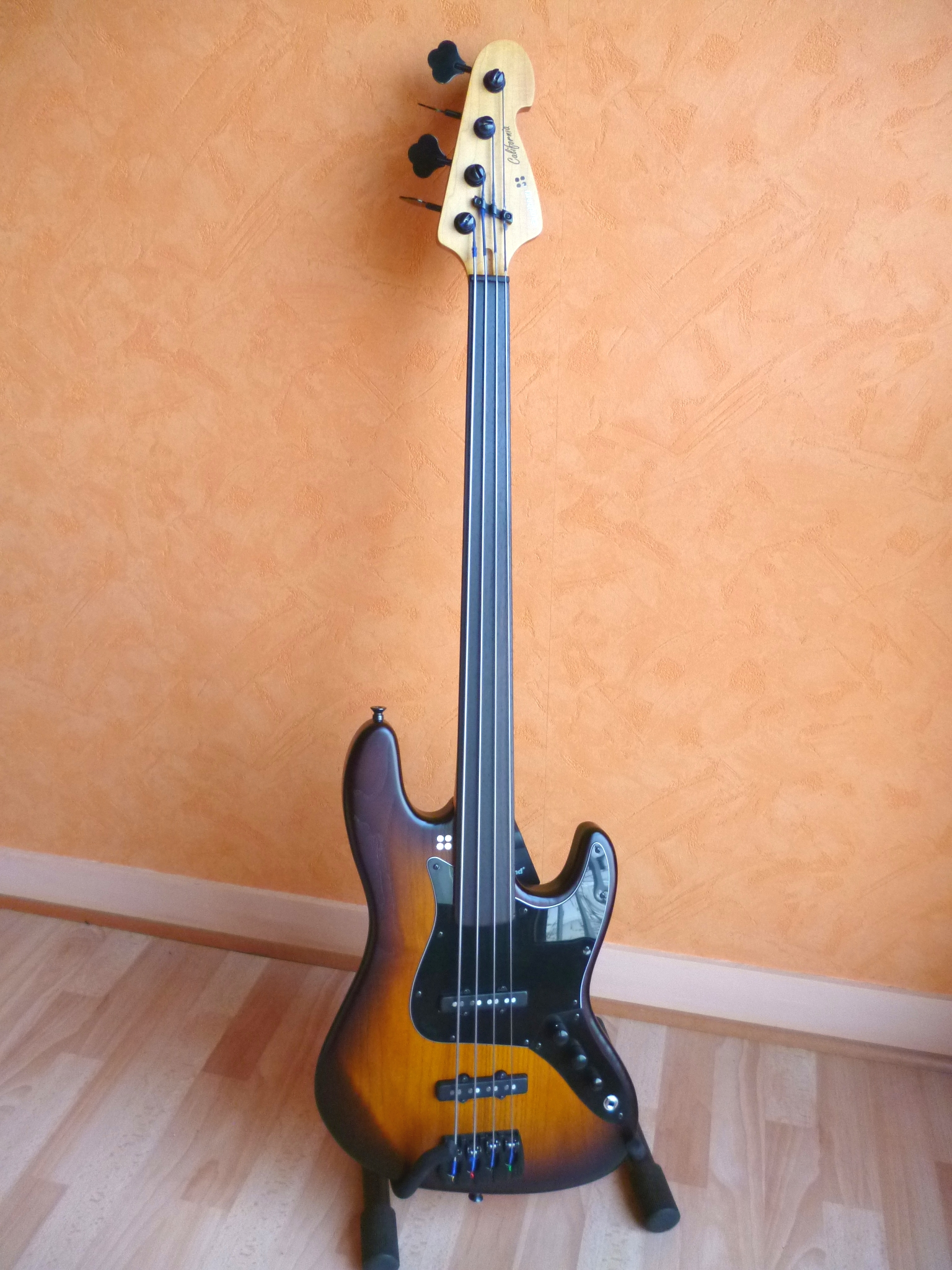
Bajo sin trastes

El bajo sin trastes o bajo fretless (fretless bass en inglés) es un bajo eléctrico o acústico construido a la manera tradicional cuyo diapasón no cuenta con los trastes característicos de este tipo de instrumentos. 
Aparecido a mediados de los sesenta y popularizado sobre todo por el bajista Jaco Pastorius, el bajo sin trastes es hoy muy popular entre los músicos de jazz, funk y R&B que aprecian sus particulares características de sonido, su similitud con el contrabajo tradicional y sus mayores posibilidades de expresión frente al bajo eléctrico tradicional. 

## Características
El bajo fretless no está limitado, como el bajo eléctrico tradicional, al uso de la escala cromática de doce tonos temperados característica de la música occidental, lo que le proporciona por un lado mayores posibilidades expresivas, y por otro, aumenta la dificultad de su ejecución. Frente al bajo eléctrico tradicional, el bajo fretless brinda un sonido más suave y natural, con un ataque mucho menos definido, pues la cuerda transmite su vibración directamente a la madera del diapasón, en lugar de a un traste metálico, y los dedos del ejecutante pueden transmitir el vibrato con mucha mayor naturalidad. 
Precisamente por estos motivos, la ejecución del bajo fretless requiere mucha mayor atención y entrenamiento, pues la necesidad de pulsar la cuerda en el lugar exacto aumenta notablemente la dificultad de afinación. Como ocurre con los instrumentos de cuerda clásicos (violín, viola, chelo y contrabajo), el ejecutante del bajo fretless debe desarrollar especialmente su oído, que será quien dicte la posición exacta de los dedos sobre el diapasón. Para facilitar esta tarea, existen diversos modelos de bajos fretless que cuentan con marcas sobre el diapasón allí donde normalmente se encontrarían los trastes, una variedad denominada en inglés lined fretless basses.
En la construcción de un bajo fretless se emplean normalmente maderas duras, como el ébano, y cuerdas planas, con el objetivo de reducir al mínimo el abrasamiento del diapasón al contacto continuo con la cuerda. Frecuentemente además, se usan revestimientos con materiales plásticos —tipo epoxy— en el diapasón, con el mismo objetivo. 
Excepto por la ausencia de trastes, y las características de las maderas del diapasón, un bajo fretless no se diferencia en absoluto de un bajo eléctrico estándar o fretted bass (véase bajo eléctrico).

## Historia
Si nos atenemos a su historia, el bajo sin trastes es un instrumento paradójico por naturaleza. Siendo un bajo eléctrico, pertenece a la familia de la guitarra, pero el hecho de carecer de trastes lo acerca más —en cuanto a la técnica requerida— a la familia de los instrumentos sin trastes de cuerda frotada, como el violín o el contrabajo. Sin embargo, el bajo fretless apareció históricamente mucho más tarde que su contrapartida con trastes, el Precision Bass, llamado así precisamente porque favorecía la precisión en la ejecución, al incorporar trastes como los de la guitarra. El bajo sin trastes es pues una especie de híbrido entre el contrabajo y el bajo eléctrico que, paradójicamente, «traiciona» la naturaleza «precisa» de este último.
Se atribuye a Bill Wyman, bajista de The Rolling Stones, el honor de haber sido el primer músico conocido que usó un bajo fretless en público.[cita requerida] Wyman había comenzado con la guitarra, y cuando adquirió su primer bajo eléctrico en 1961, de fabricación japonesa y escasa calidad, no tardó en efectuar algunas modificaciones, entre otras cosas, eliminar los trastes con la intención de sustituirlos por otros de mejor calidad. Sin embargo, cuando Wyman intentó recolocar los trastes, encontró ciertas dificultades e intentó tocarlo usando las marcas que habían dejado los trastes como guías. Bill Wyman acabó usando este instrumento en numerosos conciertos con los Rolling Stones y grabando varios discos con él.
En 1966, la compañía Ampeg presentó el primer bajo fretless fabricado en serie de la historia, el modelo Ampeg AUB-1, que usaría Rick Danko de The Band en varias grabaciones de la banda. Fender tardaría todavía algún tiempo en ofrecer un modelo sin trastes en su catálogo, lo que finalmente ocurriría en 1970 con una versión sin trastes de su famoso Precision (lo que no dejaba de resultar irónico, puesto que el nombre del Precision se derivaba de su diapasón con trastes).

### Jaco Pastorius
Otros bajistas fueron incorporando el nuevo instrumento en su arsenal, entre los que cabe destacar, por ejemplo, a Ralphe Armstrong de la Mahavishnu Orchestra, pero el bajo fretless era aún un instrumento marginal que esperaba una revolución. Fue Jaco Pastorius quien, a mediados de los años 1970, se encargó de redefinir las bases del instrumento, revolucionando de paso el papel del bajo eléctrico en la música moderna. Pastorius estableció un estándar funcional y de sonido para el instrumento que permanece intacto aún hoy día.
Aunque no se ha conseguido comprobar con exactitud la invención del bajo sin trastes, Jaco Pastorius se solía atribuir la invención del fretless. Solía contar diferentes historias en las entrevistas de la época. En una de ellas, el mismo cuenta que vivía en Florida y debido a la humedad de la región, su contrabajo estalló por la presión, así que, fue a por un cuchillo y le quitó los trastes a su bajo Fender Jazz bass del 62 para conseguir emular el sonido de su contrabajo. Desde entonces, ese Fender sin trastes se convirtió en su bajo favorito, y es con el que le podemos escuchar en la mayoría de las grabaciones existentes.

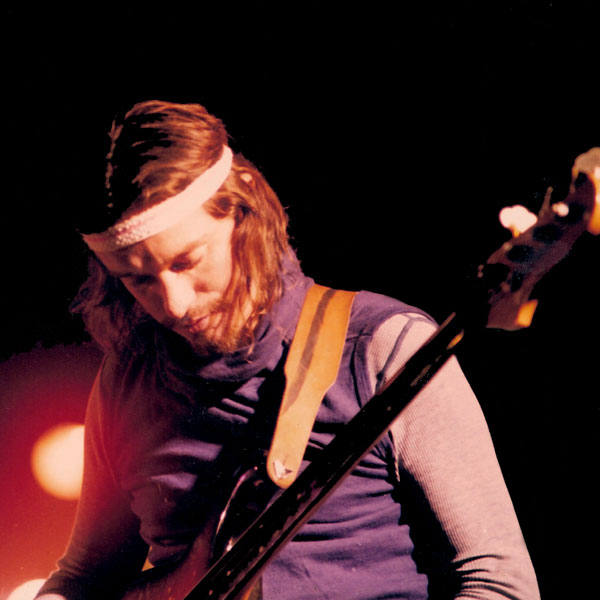
Jaco Pastorius.

## Principales exponentes
Después de Pastorius, surgió toda una serie de bajistas que ampliaron el territorio recién descubierto por Jaco. Entre los innovadores y virtuosos del bajo fretless que han hecho del instrumento su principal medio de expresión podemos citar, entre otros a: Mark Egan discípulo de Pastorius y bajista original del Pat Metheny Group; Pino Palladino, bajista de sesión británico legendario por su afinación casi perfecta y que popularizó el sonido del fretless en el pop de los años 1980; el virtuoso francés Bunny Brunel, con Chick Corea; Gary Willis, de Tribal Tech y Michael Manring, también discípulo de Pastorius, famoso por sus experimentos con afinaciones alternativas. 
Entre los especialistas hispanos del bajo eléctrico podemos destacar al español Carles Benavent, verdadero padre del bajo flamenco y al argentino Pedro Aznar, de Serú Girán, que entre sus muchas colaboraciones cuenta con su paso por el Pat Metheny Group. 
Vale destacar a bajistas de death metal y en pocas ocasiones de thrash metal que ejecutan un bajo fretless, que en muchas ocasiones son reconocidos por tocar dicho instrumento de una manera muy técnica. Un buen ejemplo es el bajista Steve DiGiorgio reconocido por tocar dicho instrumento, o el bajista neerlandés Jeroen Paul Thesseling, también reconocido por usar un bajo Warwick sin trastes de 7 cuerdas.